# Curtiss SBC Helldiver
El Curtiss SBC Helldiver (Model 73) fue un bombardero en picado y de exploración biplaza construido por la Curtiss-Wright Corporation. Fue el último biplano militar adquirido por la Armada de los Estados Unidos. Entregado en 1937, se volvió obsoleto antes incluso de la Segunda Guerra Mundial y se mantuvo bien lejos de los combates contra los cazas del Eje.

## Diseño y desarrollo
A principios de los años 30 existía una controversia en la Oficina de Aeronáutica (BuAer) de la Armada estadounidense acerca de los cazas biplaza, monoplano y de tren de aterrizaje retráctil. En 1931, la Armada emitió la Especificación de Diseño n.º 113, que detallaba un requerimiento por un caza de altas prestaciones con tren de aterrizaje fijo que fuera propulsado por el motor radial Wright R-1510 o el R-1535 de Pratt & Whitney. Siete compañías presentaron propuestas y dos de ellas, Douglas Aircraft con su XFD-1 y Chance Vought con su XF3U-1, recibieron contratos para construir un prototipo cada una. Ambos aviones eran biplanos biplaza. Más tarde, la Armada solicitó a Curtiss que proporcionara un prototipo de un monoplano biplaza, que técnicamente era más avanzado.
El 30 de junio de 1932, la BuAer firmó un contrato con Curtiss para diseñar un monoplano biplaza con un ala en parasol, tren de aterrizaje retráctil y propulsado por un motor radial refrigerado por aire de catorce cilindros en dos filas Wright R-1510-92 de 466 kW (625 hp), moviendo una hélice bipala. Este caza fue designado XF12C-1.

### XF12C-1 (Model 73)

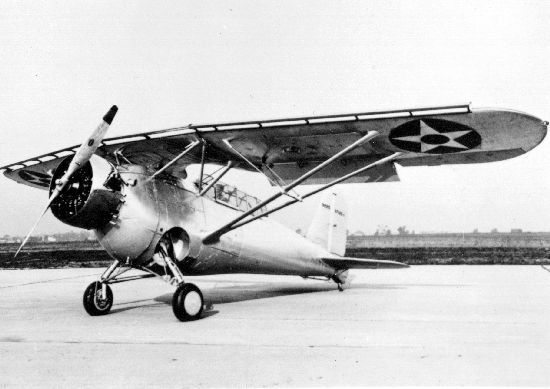
El XF12C-1.

Este avión estaba propulsado inicialmente por un motor Wright R-1510-92, pero resultó inadecuado, por lo que fue remotorizado con un radial de catorce cilindros en dos filas y refrigerado por aire Wright R-1670 de 578 kW (775 hp), que también resultó insatisfactorio. Ambos motores eran prototipos y ninguno entró en producción. Finalmente fue instalado el motor radial de nueve cilindros en una fila y refrigerado por aire Wright R-1820-80 de 522 kW (700 hp), y el avión resultante, designado XF12C-1, voló en 1933. Diseñado para su uso embarcado, el ala en parasol se plegaba hacia atrás para su almacenaje, una nueva característica para la Armada, y el avión disponía de gancho de detención expuesto para los apontajes. El primer vuelo fue en julio de 1933, pero en septiembre de 1934, el ala en parasol colapsó en las pruebas de bombardeo en picado.

### XS4C-1 (Model 73)
Tras las pruebas, el XF12C-1 fue rechazado como caza, y, el 7 de diciembre de 1933, este avión fue redesignado en la categoría Scout (explorador) como XS4C-1 y remotorizado con un radial Wright R-1820-80 de 522 kW (700 hp), moviendo una hélice bipala. En su tarea como explorador, se tuvo que diseñar y proveer un equipamiento de bombardeo para una bomba de 227 kg.

### XSBC-1 (Model 73)
En enero de 1934 se introdujo la designación Scout Bomber (SB, bombardero de exploración), y el avión fue redesignado finalmente como XSBC-1. A principios de 1934 comenzaron las pruebas de vuelo, especialmente las de bombardeo en picado. El 14 de junio del mismo año, este avión se estrelló (atribuido a fallo del ala) en Lancaster (Nueva York), a alrededor de 9,66 km de la planta de Curtiss, durante una de las pruebas, resultando destruido.

### XSBC-2 (Model 77)
Curtiss-Wright propuso a la Armada construir un avión de reemplazo que sería un biplano de alas decaladas, que no serían plegables pero tendrían slots de borde de ataque y la inferior dispondría de flaps de envergadura total. Era un avión totalmente metálico con superficies de control recubiertas de tela. Estaba propulsado por un motor de catorce cilindros en dos filas y refrigerado por aire Wright XR-1510-12 de 522 kW (700 hp), que movía una hélice Curtiss Electric tripala de velocidad constante, con cubierta agrandada, empenaje vertical y timón agrandados y gancho de cola retráctil. El XSBC-2 tuvo que batirse en pruebas competitivas contra el XB2G-1 de Great Lakes Aircraft y el XSBF-1 de Grumman Aircraft Engineering. El XSBC-2 ganó, se firmó un contrato en abril de 1935 y su primer vuelo fue realizado el 9 de diciembre del mismo año.

### XSBC-3 (Model 77)
El motor Wright XR-1510-12 del XSBC-2 demostró ser mecánicamente poco fiable. En marzo de 1936, este avión fue remotorizado con un motor de catorce cilindros en dos filas y refrigerado por aire Pratt & Whitney R-1535-82 de 522 kW (700 hp), moviendo una hélice tripala, y fue redesignado XSBC-3. Con esta nueva configuración, la Armada realizó una orden de producción.

### SBC-3 (Model 77A)

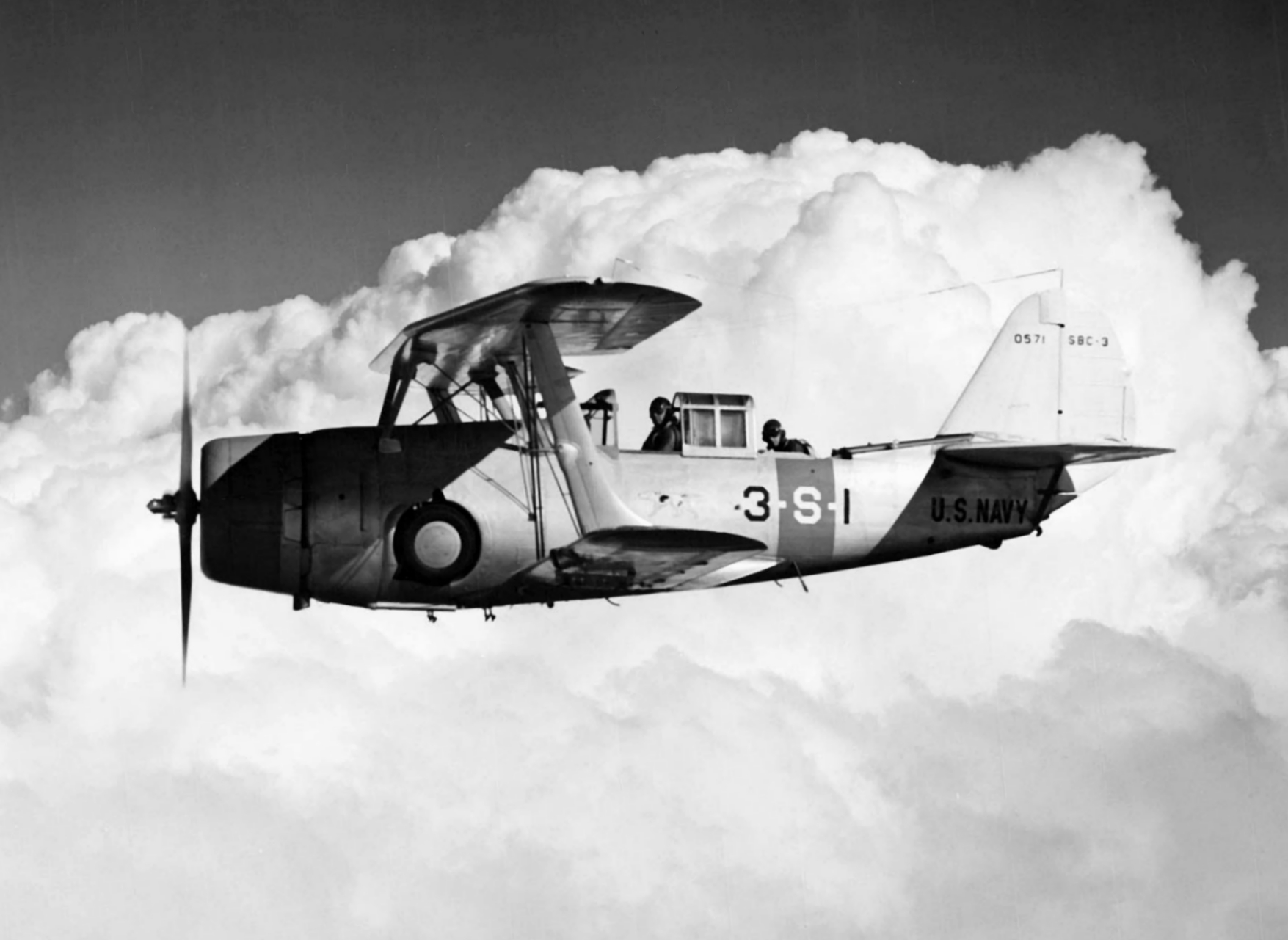
El SBC-3 del Oficial Jefe del VS-3, asignado al USS Saratoga, alrededor de 1939.

La principal diferencia entre el prototipo XSBC-3 y los aviones de producción fue el motor. Se firmó un contrato por 83 aviones en agosto de 1936, y las entregas comenzaron el 17 de julio de 1937. Los aviones de producción estaban propulsados por un motor de catorce cilindros en dos filas y refrigerado por aire Pratt & Whitney R-1535-94 de 615 kW (825 hp), moviendo una hélice tripala. El armamento consistía en dos ametralladoras de 7,62 mm, una fija en el lado derecho del fuselaje por delante del piloto, y una flexible en la cabina trasera. El avión disponía de un lanzador de bombas en la línea central de fuselaje para una bomba de 227 kg o un depósito de combustible de 170 litros.

### XSBC-4 (Model 77B)
El SBC-3 número 76 fue remotorizado con un radial de nueve cilindros en una fila y refrigerado por aire Wright R-1820-22 de 708 kW (950 hp), moviendo una hélice tripala Hamilton Standard, y fue redesignado como XSBC-4. El armamento del avión fue aumentado a una ametralladora fija de 12,7 mm en el lado derecho del fuselaje por delante del piloto y una flexible de 7,62 mm en la cabina trasera. Con el más potente motor, este avión podía llevar una bomba de 454 kg en el lanzador de bombas localizado en la línea central del fuselaje. Un segundo SBC-3 fue redesignado XSBC-4 y usado en pruebas.

### SBC-4 (Model 77B)
El contrato por 124 aviones de producción del XSBC-4 fue firmado el 5 de enero de 1938 y las entregas se realizaron de marzo de 1939 a abril de 1941.

## Historia operacional

### Armada estadounidense
En agosto de 1936, la Armada firmó un contrato por 83 SBC-3 (Model 77A). Las entregas de los SBC-3 a la flota comenzaron el 17 de julio de 1937, cuando el primer avión fue asignado al Scouting Squadron Five (VS-5), que servía en el USS Yorktown (CV-5), aunque este no fue puesto en servicio hasta el 30 de septiembre del mismo año y comenzó sus pruebas de mar. El 10 de diciembre del mismo año, el VS-5 embarcó en el Yorktown y sirvió a bordo hasta que sus aviones fueron reemplazados por los Douglas SBD-3 Dauntless en 1940.
En junio de 1938, tres de los cinco escuadrones de exploración que servían en portaaviones estaban equipados con SBC-3, mientras que los otros dos lo estaban con Vought SBU-1. Los tres navíos con SBC-3 eran:
- USS Enterprise (CV-6): el Fighting Squadron Six (VF-6) tenía un SBC-3 y el VS-6 tenía 20 Helldiver.
- USS Saratoga (CV-3): el Bombing Squadron Three (VB-3) tenía un SBC-3, el VF-3 tenía un SBC-3 y el VS-3 tenía 21 Helldiver.
- USS Yorktown (CV-5): el VS-5 tenía diez SBC-3.

Uno de los SBC-3 fue retenido en la fábrica y redesignado como XSBC-4 (Model 77B). Este avión fue remotorizado con un radial Wright R-1820-22.
El contrato inicial por 59 SBC-4 fue firmado el 5 de enero de 1938. Fue seguido por dos contratos adicionales, uno por 31 Helldiver, el 27 de julio, y el tercero, por 35 aviones, el 13 de agosto del mismo año. El total de aviones contratados fue de 124 aparatos. Estaban propulsados por el motor Wright R-1820-24 de 634 kW (850 hp).
El primer escuadrón en recibir el SBC-4 fue el VS-2 en el USS Lexington (CV-2), reemplazando al Vought SBU-1. El 26 de junio de 1939, el VS-2 estuvo totalmente equipado con 21 aviones. Este fue el único portaaviones que usó el SBC-4, y fue reemplazado por el Douglas SBD-2 y -3 Dauntless en 1941.
Debido a la expansión del programa de entrenamiento de aviación, la mayor parte de los SBC-4, y otros aviones de entrenamiento, fue asignada a Bases Aéreas de la Reserva Naval (NRAB) para permitir que los aviadores de la reserva de la Armada y los Marines fueran asignados a escuadrones de exploración de la reserva (VS y VMS) y mantuvieran sus capacidades. En junio de 1940, 11 NRAB tenían SBC-4 como sigue:
- NRAB Anacostia, Distrito de Columbia: 3 SBC-4 asignados al VS-6R y VMS-3R.
- NRAB Boston, Massachusetts: 3 SBC-4 asignados al VS-1R, VS-2R y al VMS-1R.
- NRAB Detroit, Míchigan: 3 SBC-4 asignados al VS-8R y al VMS-5R.
- NRAB Glenview, Illinois: 4 SBC-4 asignados al VS-9R.
- NRAB Kansas City, Kansas: 4 SBC-4 asignados al VS-12R y al VMS-10R.
- NRAB Long Beach, California: 4 SBC-4 asignados al VS-13R, VS-14R y al VMS-7R.
- NRAB Minneapolis, Minnesota: 3 SBC-4 asignados al VS-10R y al VMS-6R.
- NRAB New York, New York: 4 SBC-4 asignados al VS-3R, VS-4R y al VMS-2R.
- NRAB Oakland, California: 4 SBC-4 asignados al VS-15R y al VMS-8R.
- NRAB Seattle, Washington: 4 SBC-4 asignados al VS-16R y al VMS-9R.
- NRAB San Luis, Misuri: 3 SBC-4 asignados al VS-11R.[11]

A medida que pasó el tiempo, la Armada adquirió nuevos aviones más modernos, y los SBC-3 fueron reemplazados por el Douglas SBD Dauntless. El 7 de diciembre de 1941, la Armada y el Cuerpo de Marines estadounidenses tenían 69 SBC-3 y 118 SBC-4 en su inventario, basados en las NAS, las NRAB y en la Naval Aircraft Factory (NAF) en Filadelfia, Pensilvania. El mayor número estaba en la NAS Miami, Florida, donde eran usados en el entrenamiento intermedio y de bombardeo en picado.
En diciembre de 1941, los SBC estaban basados en:
- NAF, Filadelfia, Pensilvania: 1 XSBC-1 y 1 SBC-3.
- NAS Corpus Christi, Texas: 34 SBC-4.
- NAS Miami, Florida: 55 SBC-3.
- NAS Norfolk, Virginia: 4 SBC-3 y 10 SBC-4.
- NAS San Diego, California: 9 SBC-3 y 11 SBC-4.
- Naval Mission, Lima, Perú: 1 SBC-4.
- USS Hornet (CV-8):
  - Bombing Squadron Eight (VB-8): 19 SBC-4.
  - Scouting Squadron Eight (VS-8): 20 SBC-4.[12]

El Hornet estaba realizando pruebas de mar en el Atlántico el 7 de diciembre y los dos escuadrones mantuvieron sus SBC-4 hasta que el barco navegó hasta San Diego, California, en marzo de 1942. Por esa época, los dos escuadrones habían realizado la transición al SBD-3 Dauntless, y se convirtió en el último navío en operar los SBC a bordo de portaaviones.
Unos 50 SBC-4 adicionales, ordenados originalmente por Francia, fueron construidos entre febrero y mayo de 1941, para reemplazar a aquellos enviados a ultramar. El principal cambio fue reemplazar el depósito de combustible del fuselaje de 511 litros por uno autosellante de 477 litros. El último SBC-4 fue entregado en mayo de 1941.
En 1944, los SBC-3 ya no se necesitaban, y fueron dados de baja del inventario. Los últimos supervivientes fueron 12 aparatos en la NAS Jacksonville, Florida, que fueron dados de baja el 31 de octubre del mismo año.

### Cuerpo de Marines estadounidense

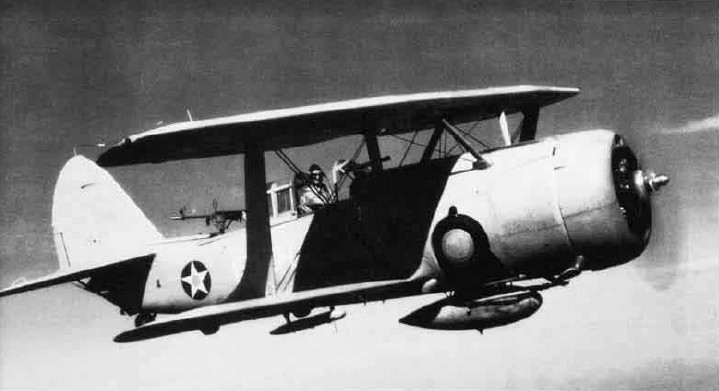
El Marine Observation Squadron 151 voló el SBC-4 en la Samoa Americana hasta junio de 1943.

El Cuerpo de Marines recibió un SBC-3 en 1938 que fue asignado al Marine Fighter Squadron Two (VMF-2, redesignado como VMF-211 el 1 de julio de 1941) en la NAS San Diego, California. Fue enviado a la Reserva de la Flota de Batalla en junio de 1939.
En enero de 1940, el Cuerpo de Marines tenía cuatro SBC-4. Dos estaban basados en la Marine Corps Air Station (MCAS), Quantico, Virginia: uno estaba asignado al VMF-1 (redesignado VMF-111 el 1 de julio de 1941), y el segundo, el XSBC-4, estaba asignado al Marine Utility Squadron One (VMJ-1 redesignado VMJ-152 el 7 de julio de 1941). Los otros dos aviones estaban basados en la NAS San Diego, California: un SBC-4 estaba asignado al VMF-2 y el segundo al VMJ-2 (redesignado VMJ-252 el 1 de julio de 1941).
El 7 de diciembre de 1941, el Cuerpo de Marines poseía 24 SBC-4 en su inventario. Doce de ellos estaban asignados al Marine Observation Squadron (VMO):
- MCAS Quantico, Virginia: 1 XSBC-4 y 5 SBC-4.
- NAS San Diego, California: 5 SBC-4.
- VMO-151, MCAS Quantico, Virginia: 12 SBC-4.[15]

El VMO-151 fue transferido a Tafuna (actualmente Aeropuerto Internacional de Pago Pago), isla de Tutuila, Samoa Americana, el 9 de mayo de 1942 con sus SBC-4. El escuadrón fue redesignado Marine Scout Bombing Squadron One Hundred Fifty One (VMSB-151) el 15 de septiembre de 1942. Un segundo escuadrón de observación, el VMO-155, fue establecido en la Samoa Americana el 1 de octubre del mismo año, tomando la mitad del personal y equipo del VMSB-151. El VMO-155 recibió diez SBC-4 y un Grumman J2F-5 Duck, aunque seis oficiales y 15 de tropa del escuadrón volvieron a los Estados Unidos el 8 de diciembre de 1942 como núcleo para formar un nuevo VMO-155, y el restante personal fue transferido a la Isla de Guadalcanal en las Islas Salomón.
En diciembre de 1942, los SBC-4 del VMSB-151 fueron siendo reemplazados por Douglas SBD Dauntless y, en junio de 1943, el escuadrón había sido totalmente equipado con SBD-4 y se había trasladado a la Isla de Uvea en Wallis y Futuna, dejando atrás los SBC-4.
El último SBC del que se tiene noticia de servir en un escuadrón de los Marines fue un SBC-4 en la Samoa Americana, que estaba en servicio con el VMSB-151 el 1 de junio de 1943.

### Marina Nacional francesa

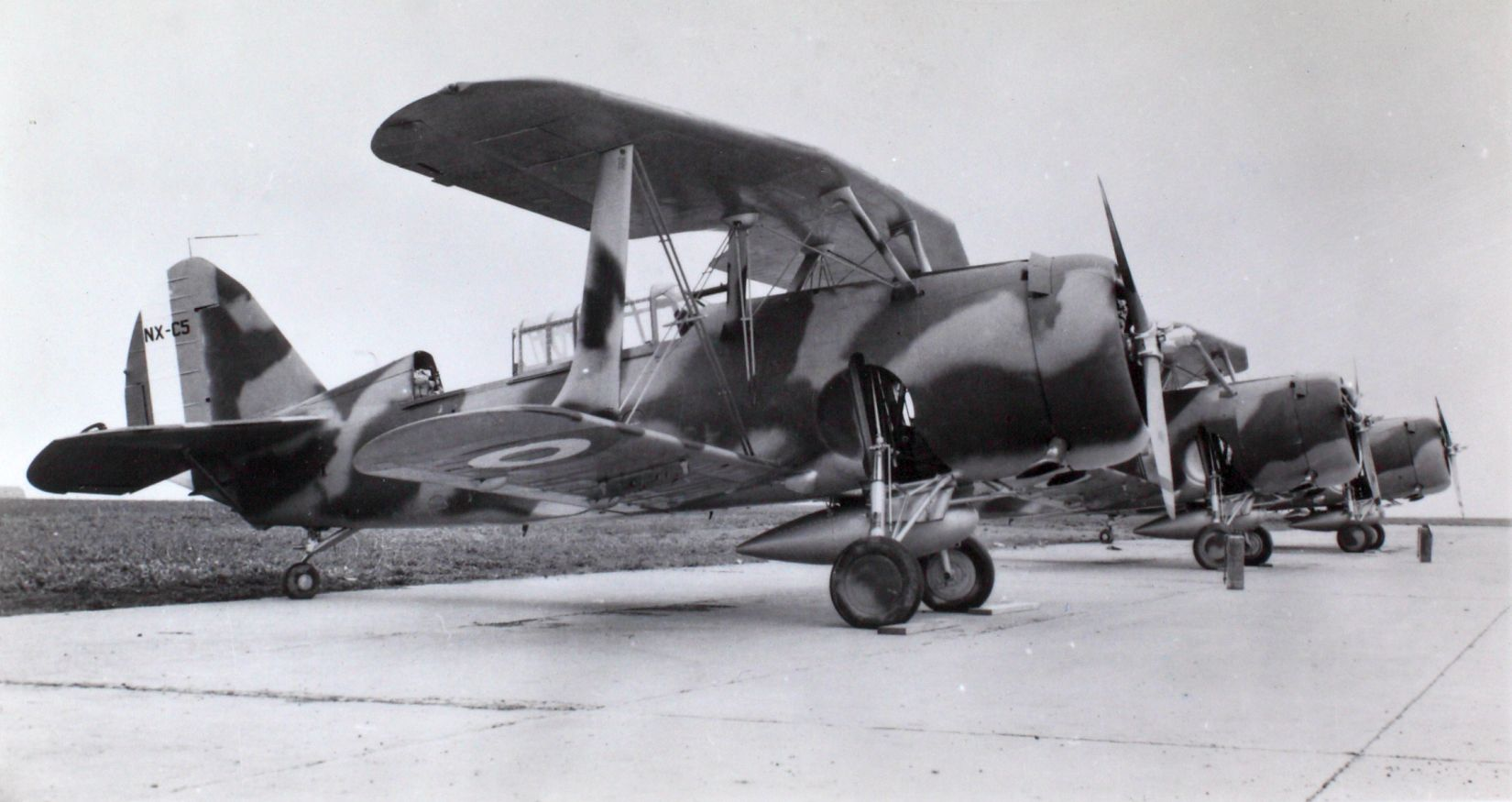
Tres SBC-4 franceses en la rampa.

Cuando la Segunda Guerra Mundial comenzó en 1939, el Reino Unido y Francia acudieron a Estados Unidos a comprar aviones militares. A principios de 1940, el Gobierno francés emplazó una orden a Curtiss-Wright por 90 SBC-4. Para ayudar a los franceses, la Administración de Franklin D. Roosevelt ordenó a la Armada estadounidense, el 6 de junio del mismo año, que volara 50 SBC-4 de la Reserva Naval, en ese momento en uso con la Armada, hasta la factoría de Curtiss-Wright en Búfalo, Nueva York, donde los 50 aviones serían reformados a los estándares franceses. Esto incluía la retirada de todos las marcas o instrumentación y equipos estadounidenses, reemplazando las ametralladoras estadounidenses por Darne francesas de 7,7 mm y repintando los aviones con el camuflaje francés. Una vez convertidos, los aviones debían ser entregados en RCAF Station Dartmouth, Nueva Escocia, Canadá, donde serían cargados en el portaaviones francés Béarn.
El Congreso de los Estados Unidos había aprobado y promulgado varias leyes de neutralidad, y la Ley de Neutralidad de 1939 permitió el comercio de armas con naciones beligerantes (Reino Unido y Francia) en base al "cash-and-carry" (paga y lleva). El "cash-and-carry" permitía la venta de material a beligerantes, siempre que los destinatarios dispusieran el transporte usando sus propios barcos o aviones y pagaran inmediatamente en efectivo. Debido a esta disposición, los Estados Unidos no podían volar aviones militares en Canadá; tenían que aterrizar en los Estados Unidos y ser remolcados a través de la frontera estadounidense-canadiense. Los 50 aviones volaron desde Búfalo, Nueva York, hasta el Aeropuerto de Houlton, Maine, vía Burlington, Vermont, y Augusta, Maine. El Aeropuerto de Houlton estaba en la frontera y granjeros locales usaron sus tractores para remolcar los aviones hasta Nuevo Brunswick, Canadá, donde los canadienses cerraron la autopista de Woodstock para que los aviones pudiesen usarla como pista y volar hasta la RCAF Station Dartmouth.
Los 50 SBC-4 iban a volar hasta la RCAF Station Dartmouth en grupos de tres aparatos. Uno de los primeros grupos que partieron encontró lluvia y niebla mientras volaba entre Búfalo y Albany, Nueva York, y uno de los aviones se estrelló. Los restantes 49 aviones volaron exitosamente hasta Nueva Escocia para ser cargados en el Béarn y en el crucero ligero Jeanne d'Arc. Debido a las limitaciones de espacio, solo 44 de los aviones pudieron ser llevados en el FR Béarn, ya que también transportaba 25 Stinson Model HW-75 (también conocidos como Stinson 105), 17 Curtiss H75-A1 (P-36 del Cuerpo Aéreo del Ejército de los Estados Unidos) y seis Brewster F2A-2 Buffalo para la Fuerza Aérea Belga. El Jeanne d'Arc transportaba 14 aviones sin ensamblar, en cajas: ocho Stinson Model HW-75 y seis Curtiss H75-A1.
Los dos navíos partieron desde Halifax el 16 de junio de 1940, con destino Brest (Francia). Dos días más tarde, Brest cayó en manos alemanas y ambos buques recibieron orden de dirigirse a Fort-de-France, Martinica, una isla de la Antillas Menores en el Mar Caribe oriental. Llegaron el 27 de junio, cinco días después de que Francia se rindiera a los alemanes. Los SBC-4 fueron descargados, llevados a un aeródromo en la región de Pointe des Sables y almacenados al aire libre. Bajo condiciones climatológicas tropicales, los aviones almacenados al aire libre fueron pudriéndose lentamente hasta perder su condición de vuelo, siendo finalmente desguazados.

### Real Fuerza Aérea

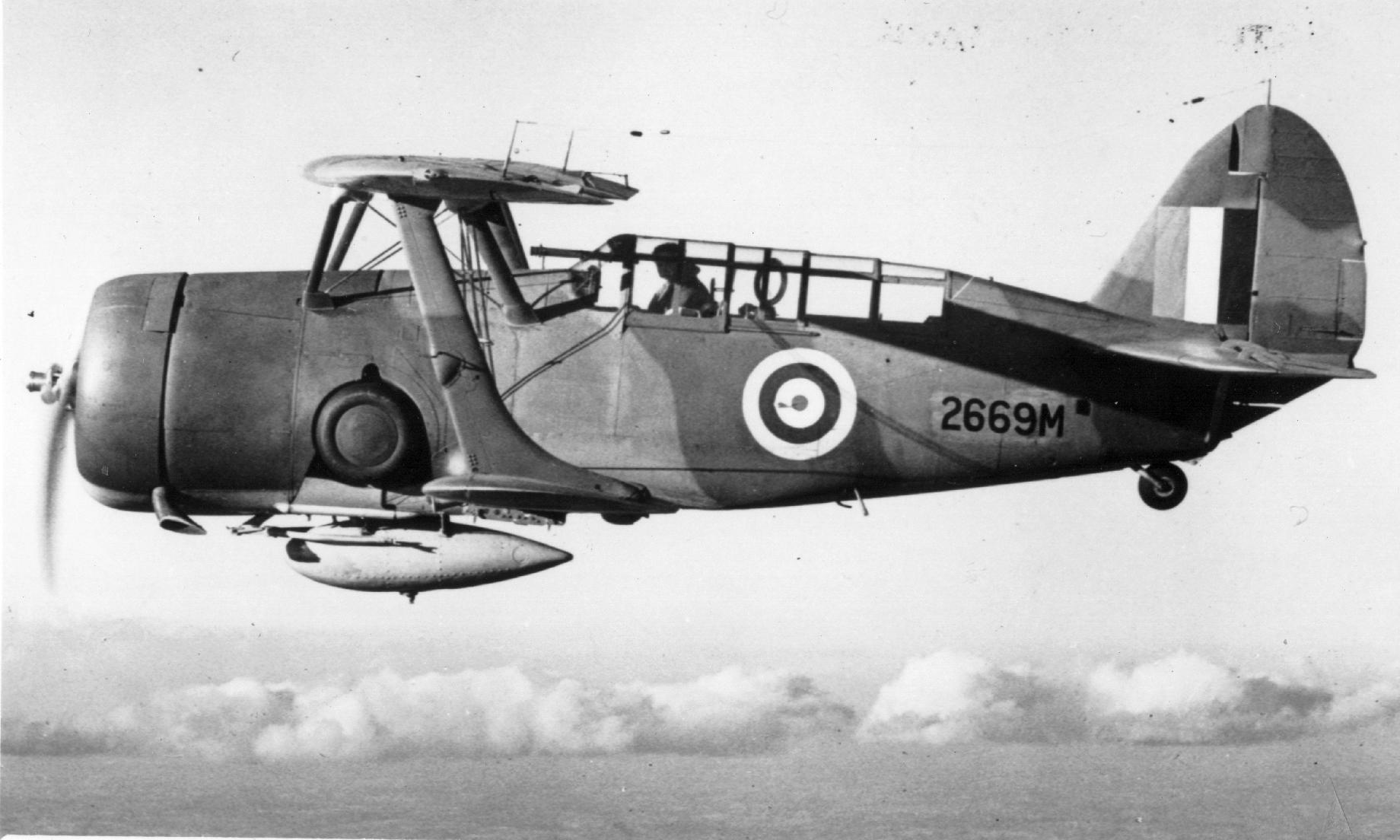
Un Cleveland I en vuelo.

Cinco de los aviones franceses no cupieron en el FR Béarn y se dejaron en la RCAF Station Dartmouth. En agosto de 1940, la Real Fuerza Aérea los adquirió, designándolos Cleveland Mk. I y embarcándolos hacia Gran Bretaña en el portaaviones HMS Furious. Fueron ensamblados en RAF Burtonwood, Lancashire, y entregados en RAF Little Rissington, Gloucestershire, siendo usados más tarde por el No. 24 (Communications) Squadron en RAF Hendon, Middlesex. Estos aviones nunca fueron usados operativamente y se convirtieron en entrenadores terrestres.

## Variantes
XF12C-1
Prototipo de caza de ala en parasol propulsado por un radial R-1510-92 de 466 kW (625 hp); uno construido, más tarde redesignado como XS4C-1.
XS4C-1
El prototipo XF12C-1 fue redesignado en la categoría "scout" (explorador) antes de ser redesignado de nuevo como XSBC-1.
XSBC-1
Prototipo redesignado desde el XS4C-1, con un R-1820-80.
XSBC-2
Biplano rediseñado basado en el XSBC-1 y propulsado por un XR-1510-12 de 520 kW (700 hp); uno construido.
XSBC-3
XSBC-2 remotorizado con un R-1535-82 de 560 kW (750 hp).
SBC-3
Variante de producción con un R-1534-94 de 615 kW (825 hp); 83 construidos.
XSBC-4
SBC-3 remotorizado con un R-1820-22 de 710 kW (950 hp); una conversión.
SBC-4
Variante de producción con un R-1820-34 de 950 hp; 174 construidos, incluyendo 50 transferidos a la Marina Nacional francesa.
Cleveland I
Designación británica dada a cinco SBC-4.

## Operadores
Estados Unidos
- Armada de los Estados Unidos
- Cuerpo de Marines de los Estados Unidos

 Francia
- Marina Nacional francesa

 Reino Unido
- Real Fuerza Aérea

## Especificaciones (SBC-4)
Referencia datos: Curtiss Aircraft 1907–1947

### Características generales
- Tripulación: Dos (piloto y radio operador/artillero)
- Longitud: 8,57 m
- Envergadura: 10,36 m
- Altura: 3,18 m
- Superficie alar: 29,5 m2
- Perfil alar: NACA 2212[22]
- Peso vacío: 2065 kg
- Peso cargado: 3211 kg
- Planta motriz: 1× motor radial de nueve cilindros refrigerado por aire Wright R-1820-34.
  - Potencia: 630 kW (850 hp)

### Rendimiento
- Velocidad máxima operativa (Vno): 377 km/h a 4600 m (15 200 pies)
- Velocidad crucero (Vc): 282 km/h
- Alcance: 652 km
- Techo de vuelo: 7300 m (24 000 pies)
- Régimen de ascenso: 8,3 m/s (1630 pies/min)

### Armamento
- Ametralladoras: 

  - 1x Browning M2 AN de 7,62 mm fija de fuego frontal
  - 1x Browning M2 AN de 7,62 mm flexible de fuego trasero
- Bombas: Hasta 454 kg

### Aeronaves similares
- Aichi D1A
- Henschel Hs 123
- Polikarpov R-5

### Secuencias de designación
- Secuencia Numérica (interna de Curtiss): ← 70 - 71 - 72 - 73 - 75 (I, P, S) - 76/76A - 77 - 79 - 81 - 82 →
- Secuencia F_C (Cazas de la Armada estadounidense, 1922-1962 (Curtiss, 1922-1962)): ← F9C - F10C - F11C - XF12C - F13C - XF14C - XF15C
- Secuencia S_C (Exploradores (Scout) de la Armada estadounidense, 1922-1946 (Curtiss, 1922-1962)): CS - S2C - S3C - S4C - SC
- Secuencia SB_C (Aviones Bombardero/Exploración de la Armada estadounidense, 1934-1946 (Curtiss, 1922-1962)): SBC - SB2C - SB3C

### Listas relacionadas
- Anexo:Aeronaves militares de los Estados Unidos (navales)
- Anexo:Aeronaves militares utilizadas en la Segunda Guerra Mundial